# Nunca canté para mi padre
Nunca canté por mi padre (En inglés I Never Sang for My Father) es una película dramática estadounidense del año 1970, basada en la obra de teatro de 1968 del mismo nombre. Cuenta la historia de un profesor universitario viudo que se siente dominado por su anciano padre, pero aún lamenta su plan de dejarlo atrás cuando se vuelve a casar y se muda a California. Está protagonizada por Melvyn Douglas, Gene Hackman, Dorothy Stickney, Estelle Parsons y Elizabeth Hubbard.
La película fue producida y dirigida por Gilbert Cates, y Robert Anderson adaptó el guion de su obra de Broadway de 1968.
Fue nominado a los Premios de la Academia al Mejor actor en un papel principal (Melvyn Douglas), Mejor actor en un papel secundario (Gene Hackman) y Mejor guion, guion basado en material de otro medio (Robert Anderson).

## Argumento
En el aeropuerto, el profesor universitario Gene Garrison se encuentra con sus padres que han regresado de Florida. Después de llevarlos a casa, los lleva a cenar. De vuelta a casa, pasa la noche con ellos. Las púas de su padre, Tom, pasan por su mente mientras conduce a casa. Gene busca consuelo en los brazos de su amante, quien suspira por una relación más seria con él. Poco después, su madre, Margaret, sufre un infarto y es hospitalizada. Al visitarla en el hospital, Gene encuentra a Tom paseando por la sala de espera. Tom le pide a Gene que lo acompañe al Club Rotario, aunque Gene esperaba no dejar el lado de su madre.
Cuando Margaret muere, Gene ayuda a su padre a comprar un ataúd. Su hermana, Alice, llega sin su esposo e hijos. Ella le explica a Gene que la mala memoria y la salud de Tom requerirán atención constante, ya sea en un hogar de ancianos o con asistencia interna. Ella aborda la idea con su padre, quien la rechaza rotundamente. La conversación saca a relucir viejas tensiones sobre la desheredación de Alice por parte de Tom por haber tomado un cónyuge judío. Alice deja a Gene para que se ocupe solo de su padre.
Peggy, la novia de Gene, llega de visita. Ella está encantada con Tom y se ofrece a mudarse a Nueva York para vivir con Gene y su padre. Esa noche, Gene y Tom recuerdan juntos las fotografías antiguas. El amor de Tom por su hijo sale a relucir en su conversación, y le pregunta acerca de una melodía que Gene solía cantarle cuando era niño. Gene confiesa que nunca cantó la melodía para su padre, pero Tom recuerda lo contrario. Gene le dice a Tom que está pensando en mudarse a California para estar con Peggy, donde tiene una práctica ginecológica exitosa. Tom se enfurece ante la idea, sintiéndose abandonado. Gene sale de la casa con Peggy y nunca regresa.

## Reparto
- Melvyn Douglas como Tom Garrison - Padre
- Gene Hackman como Gene Garrison - Hijo
- Estelle Parsons como Alice - Hermana
- Dorothy Stickney como Margaret Garrison - Madre
- Elizabeth Hubbard como la doctora Margaret 'Peggy' Thayer
- Lovelady Powell como Norma
- Daniel Keyes como Dr. Mayberry
- Conrad Bain como el reverendo Sam Pell
- Jon Richards como Marvin Scott
- Nikki Counselman como camarera
- Carol Peterson como enfermera #1
- Sloane Shelton como Enfermera #2
- James Karen como el Sr. Tucker (director del hogar de ancianos)
- Gene Williams como Dr. Jensen (director del hospital estatal)

## Producción
El director Gilbert Cates había sido uno de los productores de la obra de teatro original.
La obra se describió en el libro de William Goldman The Season: A Candid Look at Broadway.
La película se rodó en varios lugares, incluido el sur de California y el área de Great Neck - Douglaston en Nueva York. Aplaudida por la crítica y los espectadores, la película (y la obra de teatro) predecía la llegada de la generación del sándwich, en este caso, los niños adultos y otros miembros de la familia que ayudan a sus padres ancianos que ya están en edad. Precedió a otras películas sobre el tema como The Savages y Away from Her.

## Recepción crítica
Roger Ebert resumió la película en su reseña antes de concluir: «Estos esqueletos básicos de la trama apenas dan una pista del poder de esta película. He sugerido algo de lo que se trata, pero casi nada sobre la forma en que se escribe, la dirección, y las actuaciones se unen para crear una de las películas humanas más inolvidables que puedo recordar».
Vincent Canby, en su reseña para el periódico The New York Times, fue mucho menos elogioso y escribió: «[La película] perjudica al espíritu humano en la forma en que aboga por la simpatía de las personas que son pequeñas y planas, como personajes de tiras cómicas". sin dulzura, sin imaginación, sin sospechas de reservas de emoción. De hecho, casi se vuelve ridículo cuando te das cuenta de que no tiene ningún problema honesto, ya sea psicológico o económico».